# Cantón de Artenay
El cantón de Artenay era una división administrativa francesa, que estaba situada en el departamento de Loiret y la región de Centro-Valle de Loira.

## Composición
El cantón estaba formado por diez comunas:
- Artenay
- Bucy-le-Roi
- Cercottes
- Chevilly
- Gidy
- Huêtre
- Lion-en-Beauce
- Ruan
- Sougy
- Trinay

## Supresión del cantón de Artenay
En aplicación del Decreto n.º 2014-244 de 25 de febrero de 2014, el cantón de Artenay fue suprimido el 22 de marzo de 2015 y sus 10 comunas pasaron a formar parte del nuevo cantón de Meung-sur-Loire.